# Jeder stirbt für sich allein (Hörspiel)
Jeder stirbt für sich allein ist ein Hörspiel nach dem gleichnamigen Roman von Hans Fallada. Es wurde 1986 vom Rundfunk der DDR unter der Regie von Werner Grunow produziert.
Erzähler ist Gunter Schoß. Die Protagonisten Herr und Frau Quangel werden gesprochen von Günter Naumann und Gudrun Ritter. In weiteren Rollen sind Hans-Peter Minetti und Henry Hübchen zu hören.
Das DDR-Hörspiel erfuhr nach der Veröffentlichung auf Audio-CD 2011 wohlwollende Kritik.